# Lijst van gemeenten van Veracruz
De Mexicaanse deelstaat Veracruz bestaat uit 212 gemeenten.
| INEGI | Gemeente                             | Inwoners | Oppervlakte  | Hoofdplaats                          | Inwoners |
| ----- | ------------------------------------ | -------- | ------------ | ------------------------------------ | -------- |
| 001   | Acajete                              | 9.701    | 97,69 km²    | Acajete                              | 1.810    |
| 002   | Acatlán                              | 3.441    | 18,14 km²    | Acatlán                              | 2.929    |
| 003   | Acayucan                             | 80.815   | 655,07 km²   | Acayucan                             | 48.567   |
| 004   | Actopan                              | 41.742   | 859,53 km²   | Actopan                              | 4.607    |
| 005   | Acula                                | 5.253    | 195,40 km²   | Acula                                | 2.761    |
| 006   | Acultzingo                           | 23.100   | 167,89 km²   | Acultzingo                           | 7.773    |
| 007   | Camarón de Tejeda                    | 6.538    | 125,78 km²   | Camarón de Tejeda                    | 2.280    |
| 008   | Alpatláhuac                          | 10.338   | 71,03 km²    | Alpatláhuac                          | 1.295    |
| 009   | Alto Lucero de Gutiérrez Barrios     | 28.184   | 647,94 km²   | Alto Lucero                          | 4.693    |
| 010   | Altotonga                            | 64.234   | 328,66 km²   | Altotonga                            | 21.640   |
| 011   | Alvarado                             | 57.035   | 825,75 km²   | Alvarado                             | 57.035   |
| 012   | Amatitlán                            | 7.866    | 135,00 km²   | Amatitlán                            | 1.314    |
| 013   | Naranjos Amatlán                     | 26.843   | 135,86 km²   | Naranjos                             | 19.272   |
| 014   | Amatlán de los Reyes                 | 46.955   | 151.05 km²   | Amatlán de los Reyes                 | 9.123    |
| 015   | Ángel R. Cabada                      | 33.839   | 431,06 km²   | Ángel R. Cabada                      | 13.225   |
| 016   | La Antigua                           | 28.682   | 131,45 km²   | José Cardel                          | 20.165   |
| 017   | Apazapan                             | 4.709    | 67,27 km²    | Apazapan                             | 833      |
| 018   | Aquila                               | 1.978    | 20,63 km²    | Aquila                               | 916      |
| 019   | Astacinga                            | 6.909    | 38,61 km²    | Astacinga                            | 966      |
| 020   | Atlahuilco                           | 11.557   | 62,14 km²    | Atlahuilco                           | 1.241    |
| 021   | Atoyac                               | 23.461   | 122,65 km²   | Atoyac                               | 2.809    |
| 022   | Atzacan                              | 22.651   | 65,17 km²    | Atzacan                              | 10.146   |
| 023   | Atzalan                              | 49.180   | 518,12 km²   | Atzalan                              | 2.303    |
| 024   | Tlaltetela                           | 16.485   | 278,52 km²   | Tlaltetela                           | 5.686    |
| 025   | Ayahualulco                          | 27.217   | 172,83 km²   | Ayahualulco                          | 2.823    |
| 026   | Banderilla                           | 25.993   | 19,84 km²    | Banderilla                           | -        |
| 027   | Benito Juárez                        | 16.120   | 233,43 km²   | Benito Juárez                        | -        |
| 028   | Boca del Río                         | 144.550  | 37,24 km²    | Boca del Río                         | 9.988    |
| 029   | Calcahualco                          | 13.701   | 134,23 km²   | Calcahualco                          | -        |
| 030   | Camerino Z. Mendoza                  | 41.835   | 21,52 km²    | Ciudad Mendoza                       | 35.641   |
| 031   | Carrillo Puerto                      | 18.888   | 249,15 km²   | Tamarindo                            | -        |
| 032   | Catemaco                             | 49.451   | 659,21 km²   | Catemaco                             | 28.655   |
| 033   | Cazones de Herrera                   | 24.421   | 273,12 km²   | Cazones de Herrera                   | 4.773    |
| 034   | Cerro Azul                           | 25.011   | 91,00 km²    | Cerro Azul                           | 21.318   |
| 035   | Citlaltépetl                         | 11.165   | 81,32 km²    | Citlaltépetl                         | -        |
| 036   | Coacoatzintla                        | 11.018   | 43,92 km²    | Coacoatzintla                        | 7.977    |
| 037   | Coahuitlán                           | 8.176    | 40,39 km²    | Progreso de Zaragoza                 | -        |
| 038   | Coatepec                             | 93.911   | 202,44 km²   | Coatepec                             | 93.911   |
| 039   | Coatzacoalcos                        | 310.698  | 309,20 km²   | Coatzacoalcos                        | -        |
| 040   | Coatzintla                           | 55.016   | 277,33 km²   | Coatzintla                           | 34.039   |
| 041   | Coetzala                             | 2.355    | 9,45 km²     | Coetzala                             | 1.353    |
| 042   | Colipa                               | 5.743    | 129,62 km²   | Colipa                               | 2.482    |
| 043   | Comapa                               | 19.876   | 311,78 km²   | Comapa                               | 1.393    |
| 044   | Córdoba                              | 204.721  | 159,89 km²   | Córdoba                              | 204.016  |
| 045   | Cosamaloapan de Carpio               | 54.737   | 518,20 km²   | Cosamaloapan                         | -        |
| 046   | Cosautlán de Carvajal                | 16.167   | 76,59 km²    | Cosautlán de Carvajal                | 4.768    |
| 047   | Coscomatepec                         | 59.471   | 157,65 km²   | Coscomatepec de Bravo                | 16.364   |
| 048   | Cosoleacaque                         | 130.903  | 277,98 km²   | Cosoleacaque                         | 22.521   |
| 049   | Cotaxtla                             | 22.050   | 537,81 km²   | Cotaxtla                             | 1.316    |
| 050   | Coxquihui                            | 16.333   | 80,70 km²    | Coxquihui                            | 4.561    |
| 051   | Coyutla                              | 23.096   | 234,72 km²   | Coyutla                              | 9.113    |
| 052   | Cuichapa                             | 11.869   | 34,70 km²    | Cuichapa                             | 3.459    |
| 053   | Cuitláhuac                           | 28.075   | 150,20 km²   | Cuitláhuac                           | 14.304   |
| 054   | Chacaltianguis                       | 11.461   | 295,46 km²   | Chacaltianguis                       | 3.855    |
| 055   | Chalma                               | 13.527   | 151,68 km²   | Chalma                               | 2.646    |
| 056   | Chiconamel                           | 6.610    | 92,65 km²    | Chiconamel                           | 1.451    |
| 057   | Chiconquiaco                         | 13.881   | 133,86 km²   | Chiconquiaco                         | 3.500    |
| 058   | Chicontepec                          | 53.858   | 935,73 km²   | Chicontepec de Tejeda                | -        |
| 059   | Chinameca                            | 22.638   | 174,07 km²   | Chinameca                            | 13.974   |
| 060   | Chinampa de Gorostiza                | 16.283   | 140,40 km²   | Chinampa de Gorostiza                | 5.988    |
| 061   | Las Choapas                          | 81.080   | 3.509,56 km² | Las Choapas                          | 46.909   |
| 062   | Chocamán                             | 20.839   | 44,44 km²    | Chocamán                             | 11.868   |
| 063   | Chontla                              | 13.359   | 390,43 km²   | Chontla                              | 2.298    |
| 064   | Chumatlán                            | 4.008    | 23,10 km²    | Chumatlán                            | 1.703    |
| 065   | Emiliano Zapata                      | 85.489   | 415,67 km²   | Dos Ríos                             | -        |
| 066   | Espinal                              | 26.830   | 239,46 km²   | Espinal                              | 3.066    |
| 067   | Filomeno Mata                        | 19.179   | 43,24 km²    | Filomeno Mata                        | 15.417   |
| 068   | Fortín                               | 66.372   | 61,60 km²    | Fortín de las Flores                 | 21.391   |
| 069   | Gutiérrez Zamora                     | 25.085   | 179,27 km²   | Gutiérrez Zamora                     | 13.651   |
| 070   | Hidalgotitlán                        | 18.275   | 1.064,61 km² | Hidalgotitlán                        | 4.106    |
| 071   | Huatusco                             | 59.920   | 202,47 km²   | Huatusco de Chicuellar               | 33.402   |
| 072   | Huayacocotla                         | 21.796   | 515,62 km²   | Huayacocotla                         | 6.113    |
| 073   | Hueyapan de Ocampo                   | 41.670   | 711,59 km²   | Hueyapan de Ocampo                   | 3.889    |
| 074   | Huiloapan de Cuauhtémoc              | 7.293    | 18,66 km²    | Huiloapan de Cuauhtémoc              | 4.270    |
| 075   | Ignacio de la Llave                  | 16.525   | 397,13 km²   | Ignacio de la Llave                  | 4.654    |
| 076   | Ilamatlán                            | 13.377   | 155,39 km²   | Ilamatlán                            | 623      |
| 077   | Isla                                 | 42.807   | 927,86 km²   | Isla                                 | -        |
| 078   | Ixcatepec                            | 12.379   | 177,47 km²   | Ixcatepec                            | 4.169    |
| 079   | Ixhuacán de los Reyes                | 11.387   | 149,81 km²   | Ixhuacán de los Reyes                | 2.692    |
| 080   | Ixhuatlán del Café                   | 22.132   | 129,49 km²   | Ixhuatlán del Café                   | 6.946    |
| 081   | Ixhuatlancillo                       | 27.295   | 52,56 km²    | Ixhuatlancillo                       | 5.182    |
| 082   | Ixhuatlán del Sureste                | 15.831   | 156,84 km²   | Ixhuatlán del Sureste                | 10.432   |
| 083   | Ixhuatlán de Madero                  | 50.836   | 668,40 km²   | Ixhuatlán de Madero                  | 1.353    |
| 084   | Ixmatlahuacan                        | 5.574    | 347,39 km²   | Ixmatlahuacan                        | 1.802    |
| 085   | Ixtaczoquitlán                       | 74.004   | 137,35 km²   | Ixtaczoquitlán                       | 26.187   |
| 086   | Jalacingo                            | 46.794   | 208,12 km²   | Jalacingo                            | 15.807   |
| 087   | Xalapa                               | 488.531  | 124,38 km²   | Xalapa-Enríquez                      | 443.063  |
| 088   | Jalcomulco                           | 5.054    | 72,35 km²    | Jalcomulco                           | 3.150    |
| 089   | Jáltipan                             | 38.669   | 316,13 km²   | Jáltipan de Morelos                  | 31.856   |
| 090   | Jamapa                               | 11.132   | 132,41 km²   | Jamapa                               | 4.660    |
| 091   | Jesús Carranza                       | 28.524   | 1.392,66 km² | Jesús Carranza                       | 4.405    |
| 092   | Xico                                 | 39.623   | 179,64 km²   | Xico                                 | 18.652   |
| 093   | Jilotepec                            | 16.585   | 56,18 km²    | Jilotepec                            | 4.309    |
| 094   | Juan Rodríguez Clara                 | 38.367   | 992,29 km²   | Juan Rodríguez Clara                 | 15.512   |
| 095   | Juchique de Ferrer                   | 15.059   | 188,29 km²   | Juchique de Ferrer                   | 2.619    |
| 096   | Landero y Coss                       | 1.543    | 17,55 km²    | Landero y Coss                       | 1.117    |
| 097   | Lerdo de Tejada                      | 19.123   | 84,20 km²    | Lerdo de Tejada                      | 17.727   |
| 098   | Magdalena                            | 3.299    | 13,77 km²    | Magdalena                            | 854      |
| 099   | Maltrata                             | 18.327   | 110,91 km²   | Maltrata                             | 13.206   |
| 100   | Manlio Fabio Altamirano              | 23.918   | 246,75 km²   | Manlio Fabio Altamirano              | -        |
| 101   | Mariano Escobedo                     | 38.670   | 69,55 km²    | Mariano Escobedo                     | 3.312    |
| 102   | Martínez de la Torre                 | 108.842  | 402,10 km²   | Martínez de la Torre                 | 64.692   |
| 103   | Mecatlán                             | 12.799   | 43,65 km²    | Mecatlán                             | 5.649    |
| 104   | Mecayapan                            | 17.134   | 298,51 km²   | Mecayapan                            | 5.770    |
| 105   | Medellín                             | 95.202   | 398,20 km²   | Medellín de Bravo                    | -        |
| 106   | Miahuatlán                           | 4.841    | 29,37 km²    | Miahuatlán                           | 3.667    |
| 107   | Las Minas                            | 2.934    | 50,64 km²    | Las Minas                            | 219      |
| 108   | Minatitlán                           | 144.776  | 2.115,20 km² | Minatitlán                           | 101.336  |
| 109   | Misantla                             | 65.761   | 524,77 km²   | Misantla                             | 30.232   |
| 110   | Mixtla de Altamirano                 | 12.125   | 66,28 km²    | Mixtla de Altamirano                 | 405      |
| 111   | Moloacán                             | 16.497   | 249,76 km²   | Moloacán                             | 2.038    |
| 112   | Naolinco                             | 22.835   | 108,77 km²   | Naolinco de Victoria                 | 9.233    |
| 113   | Naranjal                             | 4.614    | 18,60 km²    | Naranjal                             | 2.328    |
| 114   | Nautla                               | 10.130   | 356,00 km²   | Nautla                               | 3.311    |
| 115   | Nogales                              | 37.314   | 63,59 km²    | Nogales                              | 21.261   |
| 116   | Oluta                                | 17.027   | 77,87 km²    | Oluta                                | 12.709   |
| 117   | Omealca                              | 23.773   | 214,66 km²   | Omealca                              | 3.715    |
| 118   | Orizaba                              | 123.182  | 27,89 km²    | Orizaba                              | 123.182  |
| 119   | Otatitlán                            | 5.651    | 50,08 km²    | Otatitlán                            | 5.060    |
| 120   | Oteapan                              | 10.343   | 22,75 km²    | Oteapan                              | 10.343   |
| 121   | Ozuluama de Mascareñas               | 22.756   | 2.391,11 km² | Ozuluama de Mascareñas               | 4.317    |
| 122   | Pajapan                              | 18.051   | 307,52 km²   | Pajapan                              | 10.156   |
| 123   | Pánuco                               | 96.185   | 3.171,23 km² | Pánuco                               | 41.588   |
| 124   | Papantla                             | 159.910  | 1.458,50 km² | Papantla de Olarte                   | 53.546   |
| 125   | Paso del Macho                       | 31.894   | 398,97 km²   | Paso del Macho                       | 14.582   |
| 126   | Paso de Ovejas                       | 33.442   | 387,83 km²   | Paso de Ovejas                       | 7.468    |
| 127   | La Perla                             | 28.258   | 137,49 km²   | La Perla                             | 4.627    |
| 128   | Perote                               | 77.432   | 614,66 km²   | Perote                               | 42.451   |
| 129   | Platón Sánchez                       | 18.053   | 244,67 km²   | Platón Sánchez                       | 11.233   |
| 130   | Playa Vicente                        | 39.327   | 1.174,17 km² | Playa Vicente                        | 8.969    |
| 131   | Poza Rica de Hidalgo                 | 189.457  | 63,95 km²    | Poza Rica de Hidalgo                 | 189.457  |
| 132   | Las Vigas de Ramírez                 | 20.300   | 99,68 km²    | Las Vigas de Ramírez                 | 9.924    |
| 133   | Pueblo Viejo                         | 57.909   | 289,28 km²   | Ciudad Cuauhtémoc                    | 9.741    |
| 134   | Puente Nacional                      | 23.544   | 383,76 km²   | Puente Nacional                      | 347      |
| 135   | Rafael Delgado                       | 24.544   | 383,76 km²   | Rafael Delgado                       | 10.298   |
| 136   | Rafael Lucio                         | 8.343    | 11,54 km²    | Rafael Lucio                         | 4.837    |
| 137   | Los Reyes                            | 6.308    | 33,78 km²    | Los Reyes                            | 1.105    |
| 138   | Río Blanco                           | 41.795   | 15,22 km²    | Río Blanco                           | 41.785   |
| 139   | Saltabarranca                        | 6.126    | 108,73 km²   | Saltabarranca                        | 3.454    |
| 140   | San Andrés Tenejapan                 | 3.134    | 21,91 km²    | San Andrés Tenejapan                 | 735      |
| 141   | San Andrés Tuxtla                    | 162.428  | 957,21 km²   | San Andrés Tuxtla                    | 64.445   |
| 142   | San Juan Evangelista                 | 32.631   | 1.257,65 km² | San Juan Evangelista                 | 3.942    |
| 143   | Santiago Tuxtla                      | 57.085   | 619,41 km²   | Santiago Tuxtla                      | 15.733   |
| 144   | Sayula de Alemán                     | 32.400   | 662,00 km²   | Sayula de Alemán                     | 13.980   |
| 145   | Soconusco                            | 16.574   | 96,39 km²    | Soconusco                            | 5.825    |
| 146   | Sochiapa                             | 3.925    | 16,23 km²    | Sochiapa                             | 1.288    |
| 147   | Soledad Atzompa                      | 24.578   | 115,66 km²   | Soledad Atzompa                      | 785      |
| 148   | Soledad de Doblado                   | 28.130   | 416,30 km²   | Soledad de Doblado                   | 13.716   |
| 149   | Soteapan                             | 34.385   | 479,71 km²   | Soteapan                             | 5.285    |
| 150   | Tamalín                              | 11.631   | 399,64 km²   | Tamalín                              | 5.019    |
| 151   | Tamiahua                             | 21.902   | 1.018,53 km² | Tamiahua                             | 4.908    |
| 152   | Tampico Alto                         | 11.561   | 873,84 km²   | Tampico Alto                         | 2.706    |
| 153   | Tancoco                              | 5.795    | 155,98 km²   | Tancoco                              | 1.438    |
| 154   | Tantima                              | 11.911   | 334,21 km²   | Tantima                              | 1.222    |
| 155   | Tantoyuca                            | 99.959   | 1.303,25 km² | Tantoyuca                            | 33.226   |
| 156   | Tatatila                             | 6.041    | 92,01 km²    | Tatatila                             | 1.062    |
| 157   | Castillo de Teayo                    | 20.145   | 272,02 km²   | Castillo de Teayo                    | -        |
| 158   | Tecolutla                            | 29.686   | 535,44 km²   | Tecolutla                            | 5.432    |
| 159   | Tehuipango                           | 29.686   | 94,75 km²    | Tehuipango                           | 2.740    |
| 160   | Álamo Temapache                      | 107.270  | 1.278,98 km² | Álamo                                | 26.236   |
| 161   | Tempoal                              | 34.408   | 1.152,49 km² | Tempoal de Sánchez                   | 12.494   |
| 162   | Tenampa                              | 6.448    | 65,31 km²    | Tenampa                              | 2.081    |
| 163   | Tenochtitlán                         | 5.040    | 86,96 km²    | Tenochtitlán                         | 1.985    |
| 164   | Teocelo                              | 16.957   | 60,77 km²    | Teocelo                              | 10.581   |
| 165   | Tepatlaxco                           | 8.925    | 59,78 km²    | Tepatlaxco                           | 1.321    |
| 166   | Tepetlán                             | 9.405    | 95,12 km²    | Tepetlán                             | 1.533    |
| 167   | Tepetzintla                          | 14.619   | 226,85 km²   | Tepetzintla                          | 5.597    |
| 168   | Tequila                              | 16.343   | 99,74 km²    | Tequila                              | 4.487    |
| 169   | José Azueta                          | 22.709   | 543,22 km²   | Villa Azueta                         | -        |
| 170   | Texcatepec                           | 10.824   | 195,94 km²   | Texcatepec                           | 1.030    |
| 171   | Texhuacán                            | 5.575    | 44,04 km²    | Texhuacán                            | 1.739    |
| 172   | Texistepec                           | 19.925   | 450,39 km²   | Texistepec                           | -        |
| 173   | Tezonapa                             | 54.537   | 524,56 km²   | Tezonapa                             | 5.653    |
| 174   | Tierra Blanca                        | 95.602   | 1.516,75 km² | Tierra Blanca                        | 47.035   |
| 175   | Tihuatlán                            | 92.602   | 718,80 km²   | Tihuatlán                            | 15.305   |
| 176   | Tlacojalpan                          | 4.489    | 103,01 km²   | Tlacojalpan                          | 3.965    |
| 177   | Tlacolulan                           | 11.685   | 133,57 km²   | Tlacolulan                           | 1.539    |
| 178   | Tlacotalpan                          | 12.898   | 577,59 km²   | Tlacotalpan                          | 7.287    |
| 179   | Tlacotepec de Mejía                  | 4.284    | 65,40 km²    | Tlacotepec de Mejía                  | 2.503    |
| 180   | Tlachichilco                         | 11.276   | 225,48 km²   | Tlachichilco                         | 1.497    |
| 181   | Tlalixcoyan                          | 37.795   | 917,68 km²   | Tlalixcoyan                          | 3.508    |
| 182   | Tlalnelhuayocan                      | 19.664   | 36,61 km²    | Tlalnelhuayocan                      | 1.129    |
| 183   | Tlapacoyan                           | 61.377   | 167,96 km²   | Tlapacoyan                           | 35.893   |
| 184   | Tlaquilpa                            | 7.933    | 57,19 km²    | Tlaquilpa                            | 808      |
| 185   | Tlilapan                             | 5.548    | 11,06 km²    | Tlilapan                             | 3.977    |
| 186   | Tomatlán                             | 7.197    | 18,85 km²    | Tomatlán                             | 4.415    |
| 187   | Tonayán                              | 6.105    | 50,37 km²    | Tonayán                              | 1.456    |
| 188   | Totutla                              | 17.217   | 97,76 km²    | Totutla                              | 4.051    |
| 189   | Túxpam                               | 154.600  | 966,18 km²   | Túxpam de Rodríguez Cano             | 89.557   |
| 190   | Tuxtilla                             | 2.258    | 45,63 km²    | Tuxtilla                             | 2.211    |
| 191   | Úrsulo Galván                        | 30.097   | 123,92 km²   | Úrsulo Galván                        | 5.642    |
| 192   | Vega de Alatorre                     | 20.204   | 340,17 km²   | Vega de Alatorre                     | 7.578    |
| 193   | Veracruz                             | 607.209  | 247,90 km²   | Veracruz                             | 405.952  |
| 194   | Villa Aldama                         | 12.492   | 51,40 km²    | Villa Aldama                         | 3.770    |
| 195   | Xoxocotla                            | 5.900    | 37,17 km²    | Xoxocotla                            | -        |
| 196   | Yanga                                | 17.902   | 89,08 km²    | Yanga                                | 5.681    |
| 197   | Yecuatla                             | 11.205   | 112,77 km²   | Yecuatla                             | 3.048    |
| 198   | Zacualpan                            | 6.784    | 263,02 km²   | Zacualpan                            | 757      |
| 199   | Zaragoza                             | 11.899   | 21,70 km²    | Zaragoza                             | 9.639    |
| 200   | Zentla                               | 12.581   | 178,66 km²   | Colonia Manuel González              | 982      |
| 201   | Zongolica                            | 45.028   | 280,09 km²   | Zongolica                            | 6.874    |
| 202   | Zontecomatlán de López y Fuentes     | 14.644   | 242,27 km²   | Zontecomatlán de López y Fuentes     | 745      |
| 203   | Zozocolco de Hidalgo                 | 14.524   | 68,84 km²    | Zozocolco de Hidalgo                 | 3.221    |
| 204   | Agua Dulce                           | 44.104   | 372,03 km²   | Agua Dulce                           | 33.986   |
| 205   | El Higo                              | 19.402   | 391,73 km²   | El Higo                              | 8.913    |
| 206   | Nanchital de Lázaro Cárdenas del Río | 29.209   | 30,23 km²    | Nanchital de Lázaro Cárdenas del Río | 28.076   |
| 207   | Tres Valles                          | 44.978   | 548,11 km²   | Tres Valles                          | 16.758   |
| 208   | Carlos A. Carrillo                   | 23.376   | 245,78 km²   | Carlos A. Carrillo                   | 17.919   |
| 209   | Tatahuicapan de Juárez               | 15.044   | 295,83 km²   | Tatahuicapan                         | -        |
| 210   | Uxpanapa                             | 30.891   | 1.912,26 km² | La Chinantla                         | -        |
| 211   | San Rafael                           | 30.351   | 291,84 km²   | San Rafael                           | 6.838    |
| 212   | Santiago Sochiapan                   | 13.062   | 397,37 km²   | Xochiapa                             | 3.353    |

| Detailkaart                    |
| ------------------------------ |
|                                |
| Ligging Veracruz binnen Mexico |
|                                |
| Gemeenten                      |